# مسجد مزار
مسجد مزار مربوط به دوران‌های تاریخی پس از اسلام است و در شهرستان بجستان، روستای مزار واقع شده و این اثر در تاریخ ۲۴ فروردین ۱۳۸۲ با شمارهٔ ثبت ۸۲۵۰ به‌عنوان یکی از آثار ملی ایران به ثبت رسیده است.